# Margo Dadi (Tumi Jajar)
Margo Dadi is een bestuurslaag in het regentschap Tulang Bawang Barat van de provincie Lampung, Indonesië. Margo Dadi telt 4821 inwoners (volkstelling 2010).